# 茨城県道・栃木県道51号水戸茂木線
茨城県道・栃木県道51号水戸茂木線（いばらきけんどう・とちぎけんどう51ごう みともてぎせん）は、茨城県水戸市から栃木県芳賀郡茂木町に至る県道（主要地方道）である。

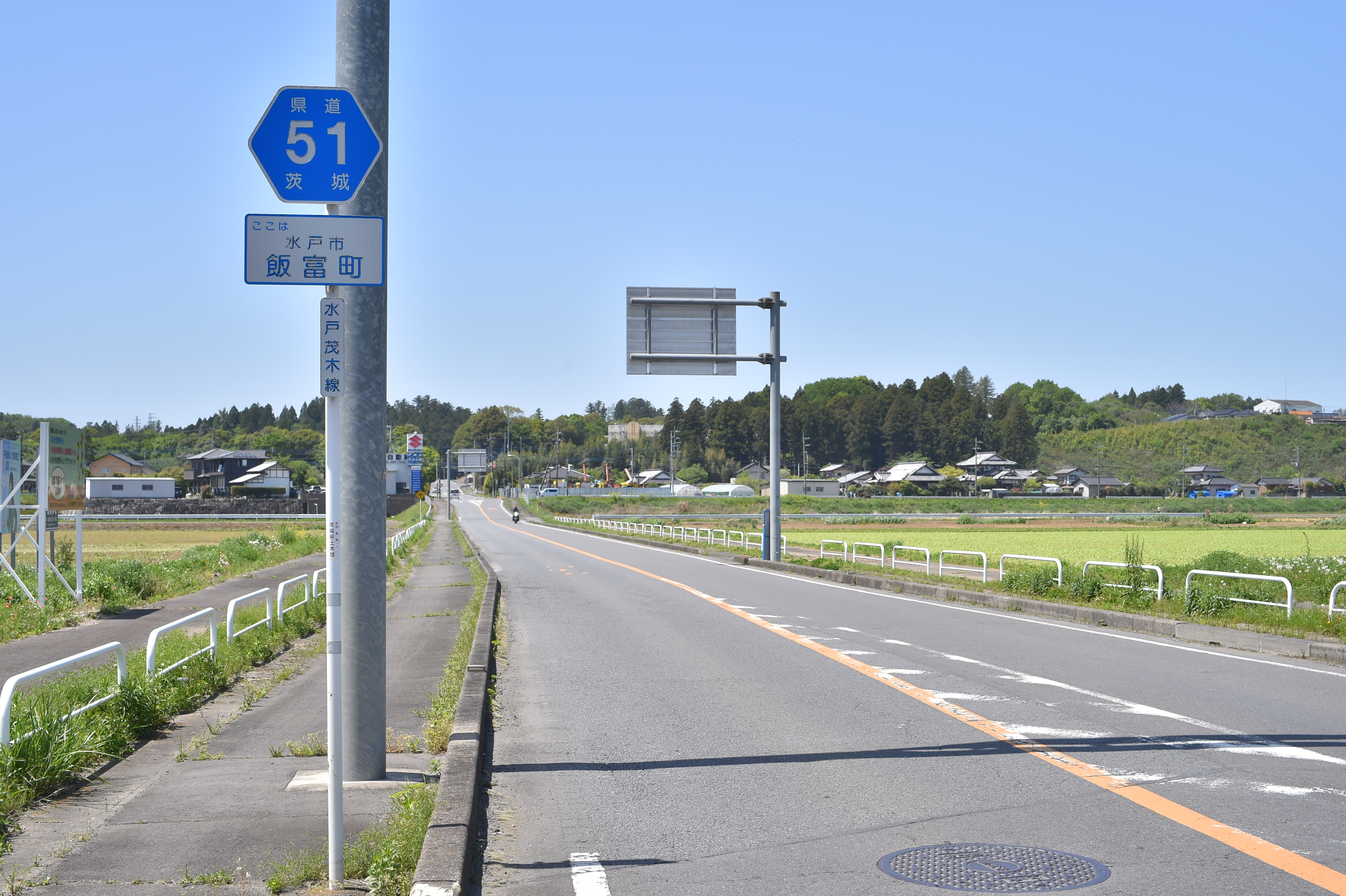
茨城県道51号水戸茂木線
水戸市飯富町（2024年4月）

## 概要
国道123号とほぼ並行する路線で、弓なりに進む国道123号に対し、こちらはほぼ直線で芳賀郡茂木町まで結んでいる。かつてはほぼ全区間に亘って狭隘な劣悪路線であったが、平成以降茨城・栃木両県共に道路改修・バイパス化が進み栃木県内は全区間改修完了、茨城県内も未改修区間が城里町七会地区（旧：西茨城郡七会村）にわずかに残るのみとなっている。また沿道にツインリンクもてぎがあり、そちらへのアクセス道路としての役割も担っている。

### 路線データ
- 起点：茨城県水戸市飯富町5207番地先（成沢入口交差点=国道123号交点、水戸北SIC）[1]
- 終点：栃木県芳賀郡茂木町大字茂木（神井大橋交差点＝国道123号交点）
- 総延長：32.113 km（茨城県区間：23.227 km[2]、栃木県区間：8.886 km）
- 重用延長：*.* km（茨城県区間：1.134 km[2]、栃木県区間：*.* km）
- 未供用延長：なし（茨城県区間：0.0 km[2]、栃木県区間：*.* km）
- 実延長：30.913 km（茨城県区間：22.093 km[2]、栃木県区間：8.820 km）
- 自動車交通不能区間延長[注釈 1]：なし（茨城県区間：0.0 km[2]、栃木県区間：*.* km）

## 歴史
- 1959年（昭和34年）10月14日：茨城県道として認定[3][4]。
- 1961年（昭和36年）4月1日：栃木県道として認定。
- 1969年（昭和44年）3月6日：東茨城郡常北町大字磯野 - 大字下古内の狭隘区間（最小幅員4 m、延長943 m）を2車線化改良[5]。
- 1973年（昭和48年）3月12日：東茨城郡常北町大字上入野地内の狭隘区間（最小幅員3 m、延長999 m）を2車線化改良[6]。
- 1984年（昭和59年）2月13日：西茨城郡七会村大字小勝 - 同村大字塩子の区間（1.22 km）を2車線化改良区域に指定[7]。
- 1989年（平成元年）9月14日：国道123号への付替道路（水戸市飯富町、延長358.2 m）が開通する[1]。
- 1991年（平成3年）2月7日：水戸市田野町（飯富養護学校入口交差点） - 同市成沢町の狭隘道路を迂回するバイパス道路区域（1.7 km）が決定する[8]
- 1993年（平成5年）5月11日：建設省から、県道水戸茂木線が水戸茂木線として主要地方道に指定される[9]。
- 1995年（平成7年）3月30日：茨城県区間において整理番号が整理番号57から現在の番号（整理番号51）に変更される[10]。
- 1997年（平成9年）4月15日：東茨城郡常北町大字上入野地内のバイパス道路が開通する[11]。
- 2000年（平成12年）4月1日：茨城県水戸市飯富町 - 西茨城郡七会村大字塩子の区間が、通行する車両の最大重量限度25トンの道路に指定される[12]。
- 2010年（平成22年）2月25日：東茨城郡城里町大字上入野の旧道（720 m）が指定解除され、城里町道へ降格[13]。
- 2012年（平成24年）3月30日：国道123号茂木バイパス全通に伴い、栃木県芳賀郡茂木町大字茂木の神井大橋交差点から同町大字増井の増井交差点までの区間が県道指定を解除されて町道に降格する。
- 2013年（平成25年）8月22日：東茨城郡城里町大字上入野の旧道区間（967 m）が県道指定を解除されて町道に降格する[14]。

## 路線状況
道路法の規定に基づき、茨城県内の東茨城郡城里町下古内（主要地方道日立笠間線交差） - 同町塩子（栃木県界）間は、緊急輸送道路として機能を維持するため、災害発生時の被害拡大防止を目的に道路用地内に電柱を建てることが制限されている。

### 重複区間
- 茨城県道61号日立笠間線（茨城県東茨城郡城里町大字下古内 地内）
- 茨城県道112号阿波山徳蔵線（茨城県東茨城郡城里町大字小勝 - 茨城県東茨城郡城里町大字塩子）
- 茨城県道39号笠間緒川線（茨城県東茨城郡城里町大字塩子：1.134 km）

### 道路施設
- 坂下橋（前沢川、東茨城郡城里町大字上入野）
- 元小松橋（藤井川、東茨城郡城里町大字上入野）

## 地理

### 通過する自治体
- 茨城県
  - 水戸市
  - 東茨城郡城里町
- 栃木県
  - 芳賀郡茂木町

### 交差する主な道路

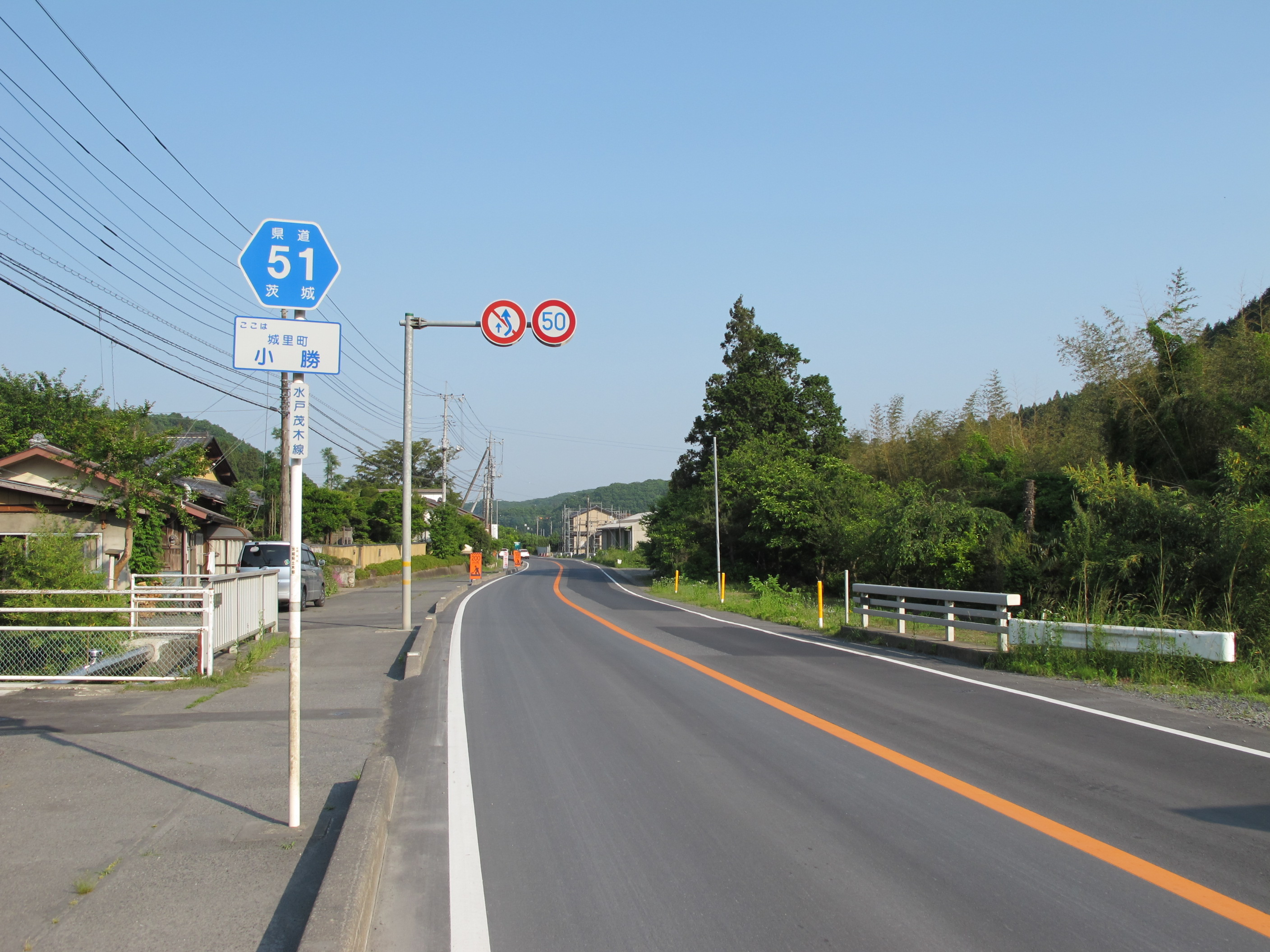
茨城県道51号水戸茂木線
城里町小勝（2014年5月）

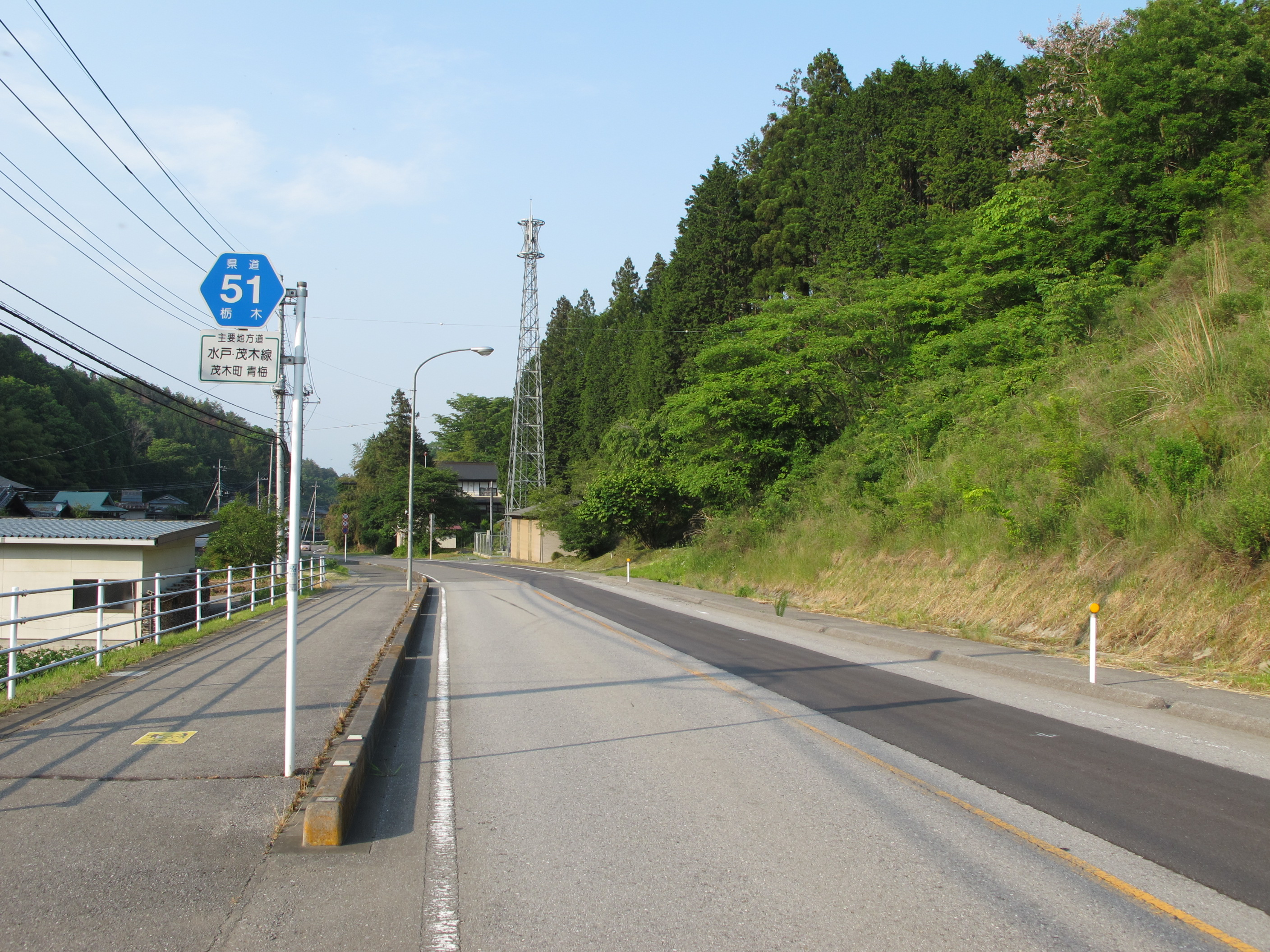
栃木県道51号水戸・茂木線
茂木町青梅（2014年5月）

- 常磐自動車道 水戸北SIC下り出入口・国道123号（起点）
  - 上り出入口は茨城県道63号水戸勝田那珂湊線に接続している。
- 茨城県道52号石岡城里線（茨城県東茨城郡城里町上入野）
- 茨城県道61号日立笠間線（茨城県東茨城郡城里町下古内）
- 茨城県道61号日立笠間線（茨城県東茨城郡城里町下古内）
- 茨城県道112号阿波山徳蔵線（茨城県東茨城郡城里町小勝）
- 茨城県道112号阿波山徳蔵線（茨城県東茨城郡城里町大字塩子）
- 茨城県道39号笠間緒川線（茨城県東茨城郡城里町塩子）
- 茨城県道39号笠間緒川線（茨城県東茨城郡城里町塩子）
- 国道123号（終点）

### 沿線にある施設など
- 小松寺（城里町上入野）
- サザンヤードカントリークラブ（城里町下古内）
- 日本自動車研究所城里テストセンター（城里町小坂）
- ツインリンクもてぎ（茂木町桧山）